# 盲裸鬍鯰
盲裸鬍鯰，為輻鰭魚綱鯰形目塘虱魚科的其中一種，被IUCN列為次級保育類動物，分布於非洲剛果河下游流域，體長可達5.7公分，棲息在底層水域。

## 扩展阅读
維基物種上的相關：盲裸鬍鯰